# Juventudes Comunistas do Chile
Las Juventudes Comunistas do Chile (em Espanhol: Juventudes Comunistas de Chile - JJCC) é a ala jovem do Partido Comunista do Chile. Fundada em 1932, é uma juventude política com uma presença nacional e com mais de 5000 membros. Entre os seus membros mais destacados estão o Secretária-Geral Karol Cariola, líderes tais como Camilo Ballesteros e Camila Vallejo, e figuras históricas, como Pablo Neruda, Luis Corvalan e Victor Jara.

## História
O Partido Comunista do Chile, a partir do momento da sua fundação tem desenvolvido um trabalho com jovens militantes e para a juventude. A criação da Federação da Juventude Comunista ( FJC) em 1924, desenvolvendo um trabalho com "pioneiros" (crianças menores de 12 anos recebendo lições de princípios comunistas) ea impressão da revista "La Llamarada", são sinais que revelam o trabalho ativo do Partido Comunista no domínio da juventude, trabalho que seria consolidado em 05 de setembro 1932 com a reunião daria iniciação a uma orgânica nacional da FJC, e é reconhecida como a data de fundação da "Jota".
Durante os anos seguintes a sua fundação, o JJCC contribuiu substancialmente para os vários objectivos desenvolvidos pelos comunistas chilenos, sendo nos anos 30 uma das principais forças políticas responsáveis para o desenvolvimento da luta contra o fascismo e os Nazismo no Chile, bem como, o desenvolvimento de uma política de alianças ampla que permitiu a construção da Aliança do Juventude Libertadora (ALJ), expressão juvenil da política de frente popular desenvolvido pela do PCCh e terminando com a vitória presidencial do radical Pedro Aguirre Cerda.
Após a vitória do Frente Popular e em conformidade com o que estava desenvolvendo o PCCh, o JJCC participou da ascensão de protestos de trabalhadores e estudantes, cujo maior exemplo foi la Massacre do Praça Bulnes, onde perece uma das militantes do JJCC Ramona Parra.
As JJCC enfrentou ilegal do PCC causada pela chamada Lei Maldita, buscando sempre a unidade mais ampla possível, que iria parar as políticas antidemocráticas de Gabriel González Videla.

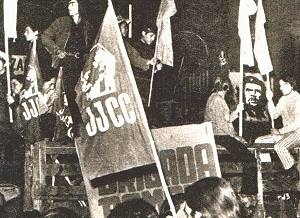
O JJCC em manifestações de apoio do governo de Salvador Allende

Após o retorno à legalidade e, particularmente após o V Congresso Nacional de JJCC desenvolvida em 1965, a "Jota" desenvolveu um trabalho de massas política significativa para a construção do que seria o governo de Unidade Popular. Naqueles anos, a Juventude Comunista contribuído para o desenvolvimento cultural e organizacional da juventude chilena, estar presente no mundo do trabalho, contribuindo para o fortalecimento dos sindicatos e da "Central Única de Trabajadores de Chile" no campo estudantil participou da Federação dos Estudantes da Universidade de Chile com el comunista Alejandro Rojas e fortalecimento FESES (Estudantes Secundaristas), na luta pela moradia digna, expressa em simbólico as ocupações de terra, bem como as muitas expressões culturais da juventude na Unidade Popular como o fortalecimento do rótulo Dicap (ícone da da Nova Canção Chilena), na qual estavam presentes os militantes comunistas também Victor Jara e Quilapayún.
Sem dúvida, o período de 1970 até 1973, é o período de maior crescimento e influência do  Partido Comunista e da Juventude, o crescimento seria diretamente proporcional o movimento popular de apoio à gestão de Salvador Allende. No Sétimo Congresso Nacional da Juventude Comunista, desenvolvido em 1972, foi estimada em mais de 100.000 militantes os jovem comunistas.
Depois de Golpe de Estado de 1973 e a instalação de regime militar, a Juventude Comunista foi um dos mais ativos nas organizações de resistência, para restaurar democracia. Na década de 80 entrou para as fileiras de FPMR, e seria centenas de militantes que caíram na luta contra a ditadura do general Augusto Pinochet, incluindo endereços nacional.

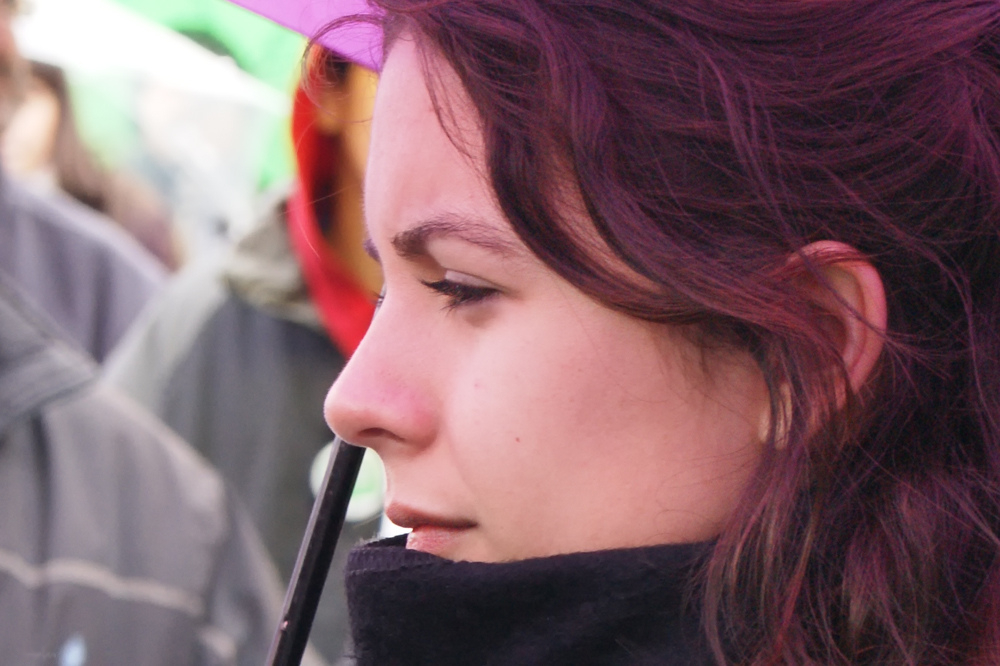
lider do estudantes da ensino universitaria Camila Vallejo faz parte do Comitê Central do JJCC

O "JJCC" em democracia tem sido uma das organizações que em grande parte foi inserida em vários movimentos sociais que se desenvolveram no Chile. Tem participado em várias greves nacionais realizadas pela "Central Unitaria de Trabajadores" através do seu departamento juvenil, esteve presente na manifestação em defesa do meio ambiente desenvolvidos nos últimos anos e foi uma força motriz na " Pingüinazo" de 2006 eo  demonstrações educacionais de 2011 sendo as figuras mais emblemáticas do movimento, membros da JJCC.
Em outubro de 2011, desenvolve o XIII Congresso Nacional da Juventude Comunista do Chile, onde eles escolhem um novo Comité Central liderada pelo ex-presidente da Federação dos Estudantes da Universidad de Concepción, Karol Cariola e integrado vários líderes sociais e estudantes universitários como Camila Vallejo (Ex-Presidenta da Federação dos Estudantes da Universidad de Chile), Camilo Ballesteros (Presidente da Federação dos Estudantes da Universidad de Santiago de Chile) e Camila Donato (presidente da Federação das UMCE), o líder secundarista Roberto Toledo (Porta-voz Nacional da CONES), e lideranças ligadas à arte como o cantor Gustavo "Lulo" Arias, entre outros